# Канелаш (Пенафиел)
Канелаш (порт. Canelas) — район (фрегезия) в Португалии, входит в округ Порту. Является составной частью муниципалитета Пенафиел. По старому административному делению входил в провинцию Дору-Литорал. Входит в экономико-статистический субрегион Тамега, который входит в Северный регион. Население составляет 1780 человек на 2001 год. Занимает площадь 11,86 км².
Покровителем района считается Святой Мамеде (порт. São Mamede).